# Negenjarige Oorlog (Ierland)
De Negenjarige Oorlog in Ierland, in het Iers Cogadh na Naoi mBliana, duurde van 1594 tot 1603 en staat ook bekend als de Opstand van Tyrone (Iers: Réabhlóid Thír Eoghain; Engels: Tyrone's Rebellion).
Het was een strijd van de legers van de Ierse Clanleiders Aodh Mór Ó Néill, 2e Graaf van Contae Thír Eoghain (verengelst: Hugh The Great O'Neill, 2nd Earl of Tyrone) en Aodh Rua Ó Dónaill, prins van Tír Conaill  (verengelst: "Red" Hugh Roe O'Donnell, Prince of Tyrconnell) en hun medestanders tegen de Elisabethaanse troepen van het Engelse bestuur van het Koninkrijk Ierland.
De strijd werd over zowat het hele eiland uitgevochten, maar toch hoofdzakelijk in de noordelijke provincie Cúige Uladh (Ulster). Hij eindigde met een nederlaag voor de Ieren en zou uiteindelijk leiden tot vlucht in ballingschap van de leiders, de zogeheten Vlucht van de Graven (Flight of the Earls), en tot nog grootschaligere Engelse confiscatie van land van Ierse landeigenaren voor Engelse volksplantingen. De Ulster Volksplanting, waarvoor alle ingeboren Ierse landeigenaren in de hele provincie werden onteigend, was wel de grootste en meest geslaagde. De gevolgen ervan zijn vele eeuwen later nog steeds merkbaar en achtergrond voor The Troubles (Na Trioblóidí).
Deze Negenjarige Oorlog in Ierland mag niet worden verward met de Successieoorlog van de Palts of Oorlog van de Liga van Augsburg, ook wel Negenjarige Oorlog genoemd (1688-1697), waarvan ook een onderdeel, de Slag aan de Boyne (1690), zich in Ierland afspeelde.